# Clément Barbeau
Clément Barbeau, né le 23 janvier 1995 à Bordeaux, est un coureur cycliste français. Il court sur  route et sur piste.

## Biographie
En 2013, il remporte La Bernaudeau Junior, le Tour du Canton de Montguyon et termine en Coupe des Nations Juniors deuxième d'une étape de la Course de la Paix juniors, derrière Mads Pedersen. Sur piste, il participe aux championnats d'Europe juniors et espoirs à Anadia, où il récolte deux médailles : une en argent sur l'américaine et une en bronze en poursuite par équipes. Aux championnats de France, il obtient quatre médailles d'argent, sans toutefois parvenir à remporter un titre national. 
Il fait ses débuts espoirs en 2014 au sein de l'UC Nantes Atlantique. Au début du mois de janvier, il est invité pour un stage de l'équipe FDJ.fr avec Lorrenzo Manzin, Olivier Le Gac, Marc Fournier et Élie Gesbert, quatre autres coureurs amateurs. Lors du Circuit des plages vendéennes, il termine troisième de la première étape, en réglant le sprint du peloton, puis s'impose au sprint sur la cinquième étape devant un groupe d'une trentaine de coureurs. Au classement général, il termine quatrième. En mai, il remporte la deuxième étape des Boucles Nationales du Printemps, devançant son coéquipier Vincent Colas, et termine 7e et 8e d'étapes sur le Tour de Gironde.
À l'issue de la saison 2015, il s'engage en faveur de l'équipe Océane Top 16 mais décide d'arrêter sa carrière cycliste au cours de la saison 2016.

## Palmarès sur route
- 2013
  - Champion d'Aquitaine sur route juniors
  - La Bernaudeau Junior
  - Tour du Canton de Montguyon
  - 3e du Trophée Louison-Bobet
  - 3e des Boucles du Canton de Trélon
- 2014
  - 5e étape du Circuit des plages vendéennes
  - 2e étape des Boucles Nationales du Printemps

## Palmarès sur piste

### Championnats d'Europe
- Anadia 2013
  -  Médaillé d'argent de la poursuite par équipes juniors
  -  Médaillé de bronze de l'américaine juniors

### Championnats de France
- Bordeaux-Hyères 2012
  -  Champion de France de poursuite par équipes juniors (avec Thomas Boudat, Lucas Destang et Mathias Le Turnier)
  -  Champion de France de l'américaine juniors (avec Thomas Boudat)
- Roubaix-Hyères 2013
  - 2e de la vitesse par équipes
  - 2e de la poursuite individuelle juniors
  - 2e de la poursuite par équipes juniors
  - 2e de l'américaine juniors
- Bordeaux-Hyères 2015
  - 3e du scratch
  - 3e de la poursuite par équipes